# Nagari Koto Anau
Nagari Koto Anau is een bestuurslaag in het regentschap Solok van de provincie West-Sumatra, Indonesië. Nagari Koto Anau telt 8199 inwoners (volkstelling 2010).